# Кабаково (Удмуртия)
 Кабаково  (удм. Кабак, Кабакгурт) — деревня в Глазовском районе Удмуртии в составе  сельского поселения Куреговское.

## География
Находится на расстоянии примерно 25 км от центра района города Глазов. 

## Этимология
По одной версии, название деревни могло быть связано с размещением в ней кабака или ямской/почтовой станции. По другой — в названии могла таким образом отразиться ландшафтная особенность населённого пункта, расположенного на косогоре и как бы нависшего над речкой. Название деревни в этом случае может происходить от удм. кабак «веко, возвышенность».

## История
В 1818 году в десяти хозяйствах деревни проживало 159 человек. Жители носили фамилии Третьяковы и Шудеговы. В 1857 году в 12 дворах проживало 145 человек (88 женщин и 57 мужчин). В 1873 году в деревне Запызепская или Кабакова было дворов 12 и жителей 174, в 1905 (Кабаковская) 36 и 140, в 1924 31 и 241 (все удмурты). 
До конца 1920-х гг. Кабаково относилась к Понинской волости Глазовского уезда. В 1929 году при проведении районирования деревня была включена в Карсовайский ёрос (район) ВАО. В 1963 году в связи с упразднением Карсовайского района деревня Кабаково вошла в состав Балезинского района. В мае 1989 года вместе с другими населёнными пунктами Куреговского сельсовета передана из Балезинского в Глазовский район.

## Население
Постоянное население  составляло 93 человека (удмурты 99%) в 2002 году, 74 в 2012.
| 2010 | 2012 |
| ---- | ---- |
| 79   | ↘74  |